# 马超
馬超（176年—222年），字孟起，扶風茂陵（今陝西省興平東北）人，漢末三國時期蜀漢將領。刘備称帝后任骠骑将军，领凉州牧，进封斄乡侯。故后谥威侯，是为斄乡威侯。陈寿在撰写《三国志》的时候，将馬超与關羽、張飛、黄忠、趙雲合为一传（《三国志·蜀书·关张马黄赵传》），罗贯中的長篇小說《三国演义》中又将該五人并称“五虎上将”，广为世人所知。 

## 生平

### 將門虎子
馬超出生于176年，為馬騰庶長子，也是諸子中武勇最為出眾者。建安七年（202年）曹操与袁绍交战时，馬騰曾派馬超出任司隶校尉鍾繇的督军从事，討伐於平陽的袁紹將領郭援、高幹。馬超的脚中箭受伤，但仍大破敵軍，其麾下龐德更斬殺郭援，馬超因功被拜徐州刺史，但并未赴任。曹操任丞相時，曾想將馬超召進京，拜谏议大夫。但馬超不接受。
此后馬騰与自己的义兄弟镇西将军韩遂不和，韩遂杀马腾妻儿。曹操派鍾繇、韋端前去勸和，升馬騰為前將軍，改屯槐里，假節，封槐里侯。張既勸說馬騰放棄軍隊，入朝為官，馬騰一度猶豫，馬騰自見年老，最終答應，來到鄴城，曹操上表封馬騰為衛尉，马超的嫡出兄弟馬鐵、馬休等家人也都搬到曹操所在的鄴郡，馬超因庶出緣故令其留守涼州，被封为偏将军、都亭侯，代領其父的軍隊。

### 起兵反曹
211年（35歲），曹操不听谏议，坚持派遣司隸校尉鍾繇、夏侯淵率领军队，试图经过马超等凉州军阀的领地进攻汉中的张鲁。馬超等人都怀疑这是针对自己用兵，于是馬超對韓遂說：「之前鍾司隸曾命我謀害將軍，關東之人已經不可以相信了。現在我放棄我的父親，如父親一樣對待將軍，將軍也應該放棄你的兒子，如兒子一樣對待我。」 韩遂部下閻行進諫韓遂，不希望他與馬超聯合起兵反叛朝廷，韓遂回答：「現在諸將不約而同舉兵，似乎是天意啊。」故韓遂決意與馬超等多位涼州軍閥起兵反曹，率領十萬人馬（包括漢兵、羌兵、胡兵）進逼至潼關。曹操採用賈詡的計策，對馬、韓二人使用離間計，令馬、韓內訌，加上曹操戰術成功，馬超大敗逃亡。曹操想乘勝追擊，不過因田银、苏伯於河間造反，所以退兵。但留在邺城的马超父亲馬騰及親眷兩百多人，卻因馬超起兵，在馬超起兵後的第二年，皆為曹操所族誅。

### 投奔張魯
213年（37歲），馬超再度起兵反曹，发起长达八个月的冀城之围，迫使涼州刺史韋康投降，佔據冀城，自稱征西將軍，自領并州牧，督凉州军事，并在冀城外二百里击败了曹操派来的夏侯渊的救援军队。氐王杨千万也与他结盟。可是他挾持名士賈洪、殺死投降的韋康、潜出城外求救的閻溫等行為令他失去人心，不久便被楊阜、姜敘、梁寬、趙衢、赵昂及其妻王異等十几人联合设计，由杨阜等人起兵，赵衢说服马超出城后关闭冀城门，杀马超妻儿。马超退无所据，袭历城，历城守军听信传言以为马超已奔汉中，无备，以为是姜叙回军。马超入城杀姜叙母及子，烧了城郭，帶著從弟馬岱、部將龐德投奔漢中的張魯。
張魯任命馬超為都講祭酒，馬超正妻楊氏死於冀城，張魯有意將自己的女兒嫁給他，遭人勸阻說，馬超為人無情，連父親、兄弟等至親的命都不顧惜了，怎麼會愛張家的千金呢？張魯因此而作罷。馬超數次請求張魯派兵給他進攻涼州，雖然張魯派了兵，但曹军有夏侯渊、张郃等坐镇，每次的結果也都是無功而還。張魯手下楊白等人嫉妒馬超受宠欲加害于他，於是馬超便從武都逃入氐中。

### 歸降劉備
214年（38歲），馬超認為不能與張魯共計天下大事，時劉備正將劉璋圍於成都，劉備秘密派遣李恢、出使漢中接觸馬超，馬超於是密書於劉備投降，劉備大喜；馬超投降劉備的消息令成都內人人震驚，很快开城投降。劉備成功佔領益州後，封馬超為平西將軍，駐於臨沮，封為前都亭侯。後又參加北伐漢中，但不成功，與張飛先撤退。
219年（43歲），劉備稱漢中王，封馬超為左將軍，假節。
某日治中從事彭羕不滿劉備對其疏遠，置其為外郡官員，因而主動接觸馬超。馬超先問彭羕：「你有非凡才幹，主公（指劉備）亦曾十分重視閣下，說你能與孔明（諸葛亮）、孝直（法正）等人並駕齊驅，如今卻封你外郡之職，似乎很令你失望？」彭羕一時忿怒，衝口而出：「老革荒悖，可復道邪？」（这个老兵這麼昏庸，我還能說甚麼？）接著又對馬超說：「卿為其外，我為其內，天下不足定也。」當時馬超剛投奔劉備，結束流浪生涯不久，親戚骨肉又因自己屢次叛亂而被誅滅，開始懷有危懼之心，怕有人疑其心懷異志，所以他聽到彭羕的話後嚇了一跳，默然不答。彭羕走後，馬超便將彭羕的言辭上呈劉備，不久彭羕下獄待罪，並遭到誅殺。（《三國志·蜀志十·彭羕傳》）
當時蜀國西邊羌患極為嚴重，到了當地漢人婦女都會持兵器協防的地步，馬超對羌人等遊牧民族素有威名，在鎮懾威嚇羌族這方面有極大貢獻。

### 託主顧弟
221年（45歲），劉備稱帝，馬超遷任驃騎將軍，領涼州牧，進封斄鄉侯。
222年（46歲）劉備率軍伐吳。同年八月馬超病逝，終年四十六歲，他生前最擔心的就是他唯一在世的親人堂弟馬岱。《三国志卷三十六.馬超傳》记载：（马超）临没上疏曰：“臣门宗二百馀口，为孟德所诛略尽，惟有从弟岱，当为微宗血食之继，深托陛下，餘无复言。”
逝世后追諡為威侯，故後世亦稱其為馬威侯。

## 轶事
馬超勇猛善戰，曾大敗曹操，曹操部下楊阜說其有如韓信、英布一般勇猛。甚得羌人、氐人之心。
馬超入蜀之時，他的妻子董氏及兒子馬秋留依張魯。後來張魯兵敗，馬超家人落入曹操手中，曹操把董氏賜給閻圃，把馬秋交給張魯，張魯更親手殺掉了馬秋。馬超常對家族彌夷唏噓痛心，在馬超未抗曹時，他的妻弟董種留在三輔，後來馬超戰敗，種先入漢中，所以倖得保存性命。在馬超依附張魯的第二年元旦，種到馬超家中拜賀，馬超卻捶胸哀道：「闔門百口，一旦同命，今二人相賀邪？」悲傷乃至於吐血。在馬超臨死前向劉備上書中也道：「臣門宗二百餘口，為孟德所誅略盡，惟有從弟岱，當為微宗血食之繼，深託陛下，餘無復言。」
據樂資《山陽公載記》記載：馬超因為看到劉備厚待自己，跟劉備對話時，常稱呼劉備表字（玄德），因此致使關羽氣得請求劉備殺馬超。劉備回：「他就是走投無路才會來歸順於我，你們為馬超稱呼我表字而生氣，還想要殺了馬超，我怎麼跟天下人交代？」張飛答：「如果是這樣，那就讓他看看甚麼是禮貌。」第二天大會，馬超被請來後，關羽和張飛都持刀肅立，馬超沒看到關羽、張飛的座位，見到他們站著後，大吃一驚，第二天馬超嘆息：「我現在知道我錯在哪了，稱呼主公的表字，幾乎被關羽和張飛所殺。」自此開始對劉備禮敬。
然而，裴松之在《三國志注》對此記載做出質疑，認為馬超只是一個降將，受劉備封爵，怎麼會對主公劉備這麼傲慢，還稱呼其表字。而且關羽當時坐守荊州，從來都沒進過益州，關羽甚至還在馬超投降時，寫信給諸葛亮問「超人才可誰比類」，人在荊州的關羽怎麼可能同時跑去益州跟張飛站在一起呢？一般人做事都是因為認為可以做的才去做，不可以做的就不會去做了。馬超若真的稱呼劉備為「玄德」，就代表他認為這是對的，即使關羽請求殺了馬超，馬超也不會知道是為了這件事，馬超又怎會因為看到關張二人站著，就知道這是因為自己直稱劉備的表字，還說「差點被關張二人所殺」？講話如此毫無道理，實在讓人氣憤。袁暐（《獻帝春秋》作者）、樂資等人常寫一些虛構的故事，多到數不清。

## 墓園
中國現有兩個馬超墓，一個在四川成都市新都區，另一個在陝西勉縣。
位於新都的馬超墓，歷代均受到重視，據說明代四川按察使楊贍、成都知府王九德、新都知縣邵年齊等官員，均曾於馬超墓前立碑，又於道旁立華表。清代雍正、道光年間，當地知縣亦保持修繕墓地的習慣。四川提督馬維祺就曾親自拜謁馬超墓，寫下「英風常振」匾額，更撰《馬公墓志》命人刻石放存墓旁，以示敬慕之情。
中華人民共和國成立後，當地居民更在當地營辦馬超村小學。文化大革命期間，新都馬超墓遭到嚴重破壞，墓石全被取空，僅存土丘碑刻等頹垣敗瓦。1985年，新都縣人民政府將馬超墓列為縣內重要文物遺址，並且立碑加以保護。1987年，新都县文物普查，将两块碑石迁到升庵桂湖，现立于桂湖碑林。

## 家庭

### 父
- 馬騰（？－212年），字寿成，東漢末年群雄之一，後因馬超起兵反曹失敗被殺。

### 兄弟
- 馬休，馬超之弟。被召進京為奉車都尉。後因馬超起兵反曹被殺。
- 馬鐵，馬超之弟。被召進京為騎都尉。後因馬超起兵反曹被殺。
- 馬岱，馬超堂弟。一直跟隨馬超，位至平北将军，成為蜀漢重要將領並在諸葛亮死後聽從楊儀之命斬殺魏延。

另有兄弟为韩遂所杀。

### 妻
- 楊氏，馬超妻。
- 董氏，馬超庶妻，馬超投劉備時，留於漢中。曹操打敗張魯後，將其賜給张鲁的下属閻圃。

### 子女
- 馬秋，馬超和董氏之子。馬超投劉備時，留於漢中。曹操打敗張魯後，将其交給張魯處置，張魯殺了他。
- 馬承，馬超之子，嗣侯。
  - 馬桓，馬承之子，马超之孙，嗣侯。
- 馬氏，馬超之女，嫁給刘备之子安平王劉理。

另有和楊氏之子在冀城为梁宽、赵衢等所杀。

## 評價
- 陈寿在三國志評曰：「超阻戎負勇，以覆其族，惜哉！能因窮致泰，不猶愈乎！」；「先主复领益州牧，诸葛亮为股肱，法正为谋主，关羽、张飞、马超为爪牙，许靖、麋竺、简雍为宾友。」
- 楊阜：「超有信、布之勇，甚得羌、胡心。若大軍還，不嚴為其備，隴上諸郡非國家之有也。」；「超强而无义。」；「馬超背父叛君，虐殺州將，豈獨阜之憂責，一州士大夫皆蒙其恥。」
- 曹操：「馬兒不死，吾無葬地也。」；「几为小贼所困。」；「几为狡虏所欺。」；「关西兵精悍，坚壁勿与战。」
- 刘备：「朕以不德，獲繼至尊，奉承宗廟。曹操父子，世載其罪，朕用慘怛，疢如疾首。海內怨憤，歸正反本，暨于氐、羌率服，獯鬻慕義。以君信著北土，威武並昭，是以委任授君，抗颺虓虎，兼董萬里，求民之瘼。其明宣朝化，懷保遠邇，肅慎賞罰，以篤漢祜，以對于天下。」
- 荀彧：「關中將帥以十數，莫能相一，唯韓遂、馬超最彊。」
- 張魯部下：「有人若此不愛其親，焉能愛人？」
- 諸葛亮：「忠之名望，素非关、马之伦。」
- 諸葛亮書予關羽：「孟起兼資文武，雄烈過人，一世之傑，黥、彭之徒，當與益德並驅爭先，猶未及髯之絕倫逸群。」
- 周瑜：「今北土既未平安，加马超、韩遂尚在关西，为操後患。」
- 王商：「超勇而不仁，见得不思义，不可以为唇齿。」
- 潘勖：「马超、成宜，同恶相济，滨据河、潼，求逞所欲。」
- 陈琳：「近者关中诸将复相合聚，续为叛乱，阻二华据河渭，驱率羌胡，齐锋东向，气高志远，似若无敌。」
- 彭羕：「卿为其外，我为其内，天下不足定也。」
- 楊戲的《季漢輔臣贊》中贊馬孟起:「驃騎奮起，連橫合從，首事三秦，保據河、潼。宗計於朝，或異或同，敵以乘釁，家破軍亡。乖道反德，託鳳攀龍。」
- 孫盛：「是以周鄭交惡，漢高請羹，隗囂捐子，馬超背父，其為酷忍如此之極也。」（《三國志‧高柔傳》裴注）
- 楊侃：「昔魏武與韓遂、馬超據潼關相拒，遂、超之才，非魏武敵也，然而勝負久不決者，扼其險要故也。」
- 姜敘母：「你背父（馬騰）之逆子，殺君（韋康）之桀賊，天地豈久容你，而不早死，敢以面目視人乎！」
- 常璩：「汉末大乱，雄桀并起。若董卓、吕布、二袁、韩、马、张杨、刘表之徒，兼州连郡，众逾万计，叱吒之间，皆自谓汉祖可踵，桓、文易迈。」
- 赵蕤：「袁本初虎视河朔；刘景升鹊起荆州；马超、韩遂，雄据於关西；吕布、陈宫，窃命於东夏；辽河海岱，王公十数，皆阻兵百万、铁骑千群，合纵缔交，为一时之杰也。」
- 孔颖达：「汉末曹操与马超对语，徐晃与关羽对语，皆仇敌交言，而不能相取，亦何怪古之人乎？」
- 李商隐：「陇首云归，端溪遽逐。角岂触藩，臀终困木，海阔天尽，山深雾毒。许靖他乡，有名无禄；马超正色，宜歌反哭。何为善之无凭，而降灾之甚速！」
- 戎昱：「能持苏武节、不受马超勋。」
- 裴松之：「于时韩、马之徒尚狼顾关右，魏武不得安坐郢都以威怀吴会，亦已明矣。」
- 徐铉：「公侯必复，关西靡孟起之威。文武未坠，南郡被季长（马融）之德。存乎谱牒，无俟阐扬。」
- 李觏：「曹公用兵，不谓不善，而弗能以一矢加于孙权者，非持山川之险，亦以马超、韩遂在关西故也。」
- 何去非：「马超、韩遂之所纠合以拒公者，皆剧贼也。」
- 唐庚：「先主始王汉中......马超卒......基业未就而一时功臣相继沦谢，如有物夺之者。」
- 徐积：「蜀之将关张已先死，而姜维马超又后出。方戮力以战时，所用惟魏延。马谡数子又皆庸将，则蜀之所恃一武侯而已。」
- 萧常：「超去危即安，转祸为福，忠帅属士卒，前无坚对。」
- 程公许：「智勇绝伦，足以当一面。」
- 陈郁：「诸葛武侯荐马超于先主，关羽恐其出己右，移书问之，武侯曰：『可与益徳并驱争衡，然非髯将军比也。』羽闻而喜，余谓武侯此语，既不掩超之美，又有以结羽之心，深沉大畧可涯涘。」
- 郝经：「马超父子勇冠西州，与韩遂颉翥为寇，残灭三辅，垦伤汉室，董卓因之肆其蛇豕，汉遂以忘，天下分裂，不能归命有德，卒堕操手。阖门诛夷，债踣不悔，有勇无义，君子悼诸。然潼关之役，操几不免，孤剑来归，即厕关张之列，超亦人豪也哉。」；「超几获操，一时之雄！」
- 胡一桂：「蒋琬负社稷之器，马超兼文武之资，黄忠勇冠三军，庞统冠冕南州，董和、黄权、李严、吴壹、费观、彭羕、刘巴之徒。咸擢显要，尽其器能，谓冝可以复汉，祚吊遗黎，然卒局于一隅之蜀，而不能取中原块土！」
- 胡三省：「当此之时，关西之兵最为精强，而破于操者，法制不一也。」
- 陈亮：「关西诸将皆不足畏，所可惮者惟一马超。」；「曹公所以南失荆、西失蜀，而孙刘争雄，天下分裂。盖其失止于留马超，取荆州而患之。不可支卒至于此，故夫取天下之大计，不可以不先定也。」
- 赵居信：「勇冠三军则马超。」
- 罗贯中：「威震西凉立大功，渭桥六战最英雄。」；「西川马孟起，名誉震关中。信、布齐夸勇，关、张可并雄。渭桥施六战，安蜀奏全功。曹操闻风惧，流芳播远戎。」
- 李贽：「养子如马超，得人如许褚，俱快事也。」
- 谢肇淛：「汉季关、张称万人敌，岂独以勇力胜，忠肝义烈，盖有国士之风焉；不然，彼典韦、许褚、马超、曹彰等，非不并驱中原，碌碌何足比数也？」
- 徐孚远：「时则周东迁而依郑，唐西狩而相畋。盖有横海将军，闭门节度。独屯汧陇，马超不逐腾归；为定广韶，刘隐知迎薛至。徒属五百，田横之岛可居；男女数千，徐市之洲且据。于是永嘉流寓、京洛衣冠，都为王粲之依荆，曷异韦庄之入蜀。若张公煌言、曾公樱、沈公宸佺等，皆在于是。公以部党旧齿、宗匠盛名，非吴质之游于南皮，有应劭之甘于北面。儒术若卢植，皇甫许其起兵；名德惟李膺，景毅自言师事。遂乃同居军帐，亦联卿班；期励新勋，言敦昔款。李诉之敬裴度，能屈櫜鞬；王猛之在苻坚，恒商樽俎。凡有大事，相谘而行。」
- 张大龄：「当汉之衰，马超提一旅，曹孟德几为所摧，况其馀乎？呜呼！此凉之所以为凉也。」
- 陆深：「单马潼关会，阿瞒来送虏。不恨事无成，但恨事不武。马将军人中虎，力能捉曹公。眼当空许禇，英雄成败常有幸，舞阳杀人十四五。」
- 顾祖禹：「马超、韩遂挟羌胡之士而东，以曹操之用兵，几覆于潼关。幸而超、遂亦两相携贰，智计不立，卒以解散耳。终魏之世，关陇有事，必举国以争之。故以武侯、姜维之才智，而不获一逞也。」
- 毛宗崗：「五虎將中，關、張、趙、黃皆大將才也。若馬超，則丁為戰將，而不可為大將。其殺韋康，屠百姓，不得謂之仁矣；其不疑楊阜，不得謂之智矣。前既惑於曹操，而攻韓遂；後復歸於張魯，而拒玄德：此其識見，當在四人之下。」
- 觉浪道盛：「后周宇文护以母在齐而缓之，马超弃父择主，固何如李傕也。无故使人缩高其亲，岂能望窦建德赦李勣之父乎。何可不审？独孤寒曰：『达人知事执之，固然先几远引，不受人之职，即可不殉人之难，此庄子休所谓养亲尽年者乎。』杖人叹曰：『既落人间业缘难避！』」
- 英廉：「若夫虎臣罴士，折冲宣力、马超囊足、铫期摄帻、渴赏捐躯实不乏人，而一闻如是者。」
- 王夫之：「兵之初起也，群雄互角，而操挟天子四面应之而皆碎。此无异故，吕布倏彼倏此而为众所同嫉，袁术则与袁绍离矣，袁绍则与公孙瓒竞矣，袁谭、袁尚则兄弟相雠杀矣，韩遂则与马超相疑矣，刘表虽通袁绍，视绍之败而不恤矣，皆自相灭以授曹氏之灭之也。」
- 蒋超伯：「此奏先列马超者，盖以马氏为西州右族，曹瞒所畏，新来归附，故首列之。」
- 李桓辑：「韩遂、马超；不离之，卒难破也。」
- 曾衍东：「回忆祝发，空王曾下长门之泪；堪笑割须，渭水空惊孟起之军。」
- 文祥：「初六日，由宝鸡起程，复渡渭水，河宽浪急船少，人多纷纷竞渡，恍如曹军之遇马超焉！」
- 徐鼒：「盖圣人大公无我之心，前后一揆。若执赵苞不孝之义，律以马超背父之条，则敝屣之弃，大舜可处海滨；杯羹之分，汉祖忍于置俎！英雄之事，非圣贤之心欤！」
- 卢弼：「马超勇力善战，抚有羌、胡，既兼陇右之众，又得张鲁之助，宜其所向无敌。」；「或遂、超各别单马会语，与超语时虑超之勇，而以褚随耳。」
- 蔡东藩：「马超猛将，韩遂庸奴，两人皆非曹操敌手。但操先轻视马超，当引兵北渡时，危坐不动，微许褚之翼操下船，几已为马超所毙矣。及已知超勇，始用贾诩计议，立马语遂，抹书间超，超刚而遂愚，适堕操计，此用兵之所以尚谋也。」；「马超多勇无谋，卒致上害父母，下及妻孥；设非投入刘备，则其身尚不能保，遑问与曹操为敌乎？」
- 冯玉祥：「千古英名基事汉，一篇遗疏痛仇曹。」
- 周大荒：「以人材论之，吕布马超之与张绣，盖在伯仲之间。」
- 尤俊：「官莫寻谢知县，将莫遇马威侯。」
- 万自律：「勇媲关张，威宣北魏；功昭蜀汉，绩著西凉。」
- 谢绍祯：「若论风貌诗书品，雄秀当推锦马超。」

## 民間藝術

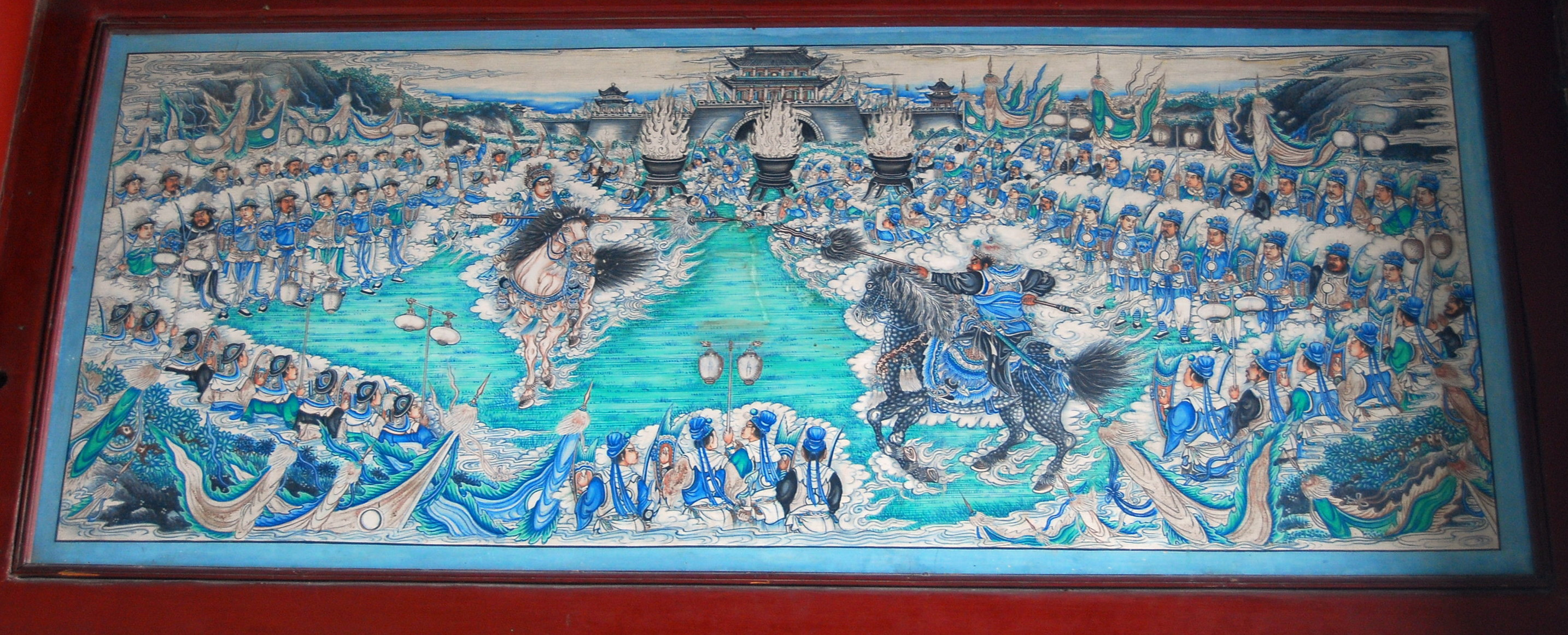
颐和园长廊彩绘：张飞夜战马超

### 《三國演義》中的馬超
- 《三國演義》中的馬超登場於第十回，當時他輔助父親馬騰於涼州起兵，打算攻打長安，殺李傕、郭汜以勤王。馬超其時十七歲，勇猛莫當，連斬李蒙、王方二將，可惜該次起兵因為內應密泄而無功而還。
- 後來曹操將馬騰誘入京師加以殺害，作為長子的馬超便領兵攻曹，展開了著名的潼關之役。其間馬超大戰曹將許褚，渭城七戰更殺得曹操割鬚棄袍。此戰西涼軍本來初佔上風，後來卻中了賈詡的離間計，內部崩潰，將士離心，馬超只能帶領族弟馬岱、部將龐德投靠羌族。

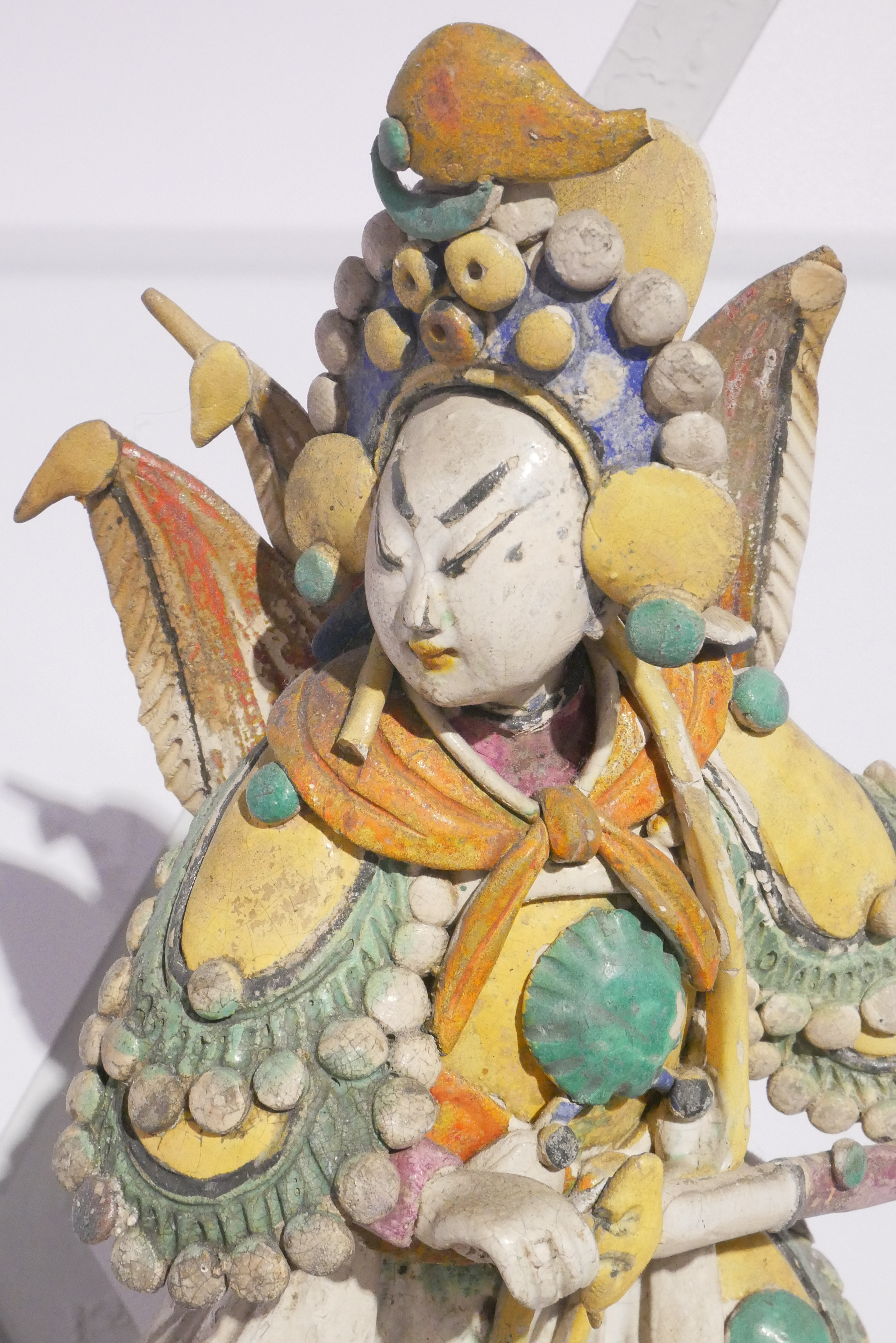
交趾陶馬超像

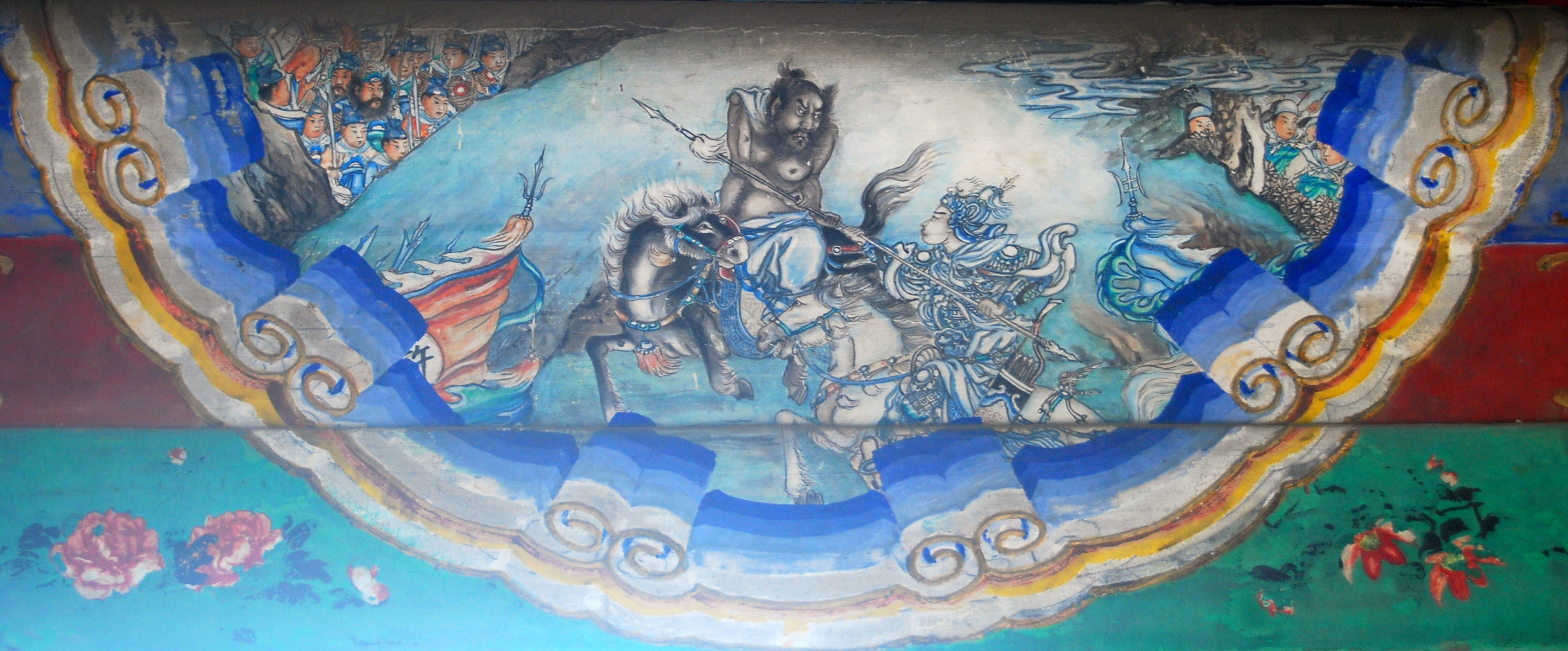
颐和园长廊彩绘中的许褚战马超。

- 不久，馬超再次起兵，然而很快便被夏侯淵、楊阜等人擊退。馬超帶領餘眾投奔張魯。
- 其時，劉備正攻打益州的劉璋，馬超奉命赴援，並與劉備軍大將張飛進行大戰（孔明曰：「須是張、趙二將，方可與敵。」玄德曰：「子龍引兵在外未回。翼德已在此，可急遺之。」孔明曰：「主公且勿言，容亮激之。」張飛欲戰馬超，孔明故意佯不覷聽，對玄德曰：「今馬超侵犯關隘，無人可敵；除非往荊州取關雲長來，方可與敵。」）。
- 劉備甚欲收攬馬超，於是在諸葛亮的設計下，賄賂張魯部下楊松，迫得馬超進退不得。最後派遣辯士李恢，說服馬超歸降。
- 劉備進受漢中王後，封五虎大將，馬超是第四名五虎大將。
- 馬超於小說中的武器是長槍，亦曾以寶劍斬韓遂、力敵西涼五將。正史無記載馬超所用之武器為何。而且關於馬超的武器在民間流傳了很多不同的說法，其一是使“虎頭湛金槍”，槍身乃混鐵精鋼打造而成，長一丈一尺三，槍頭為鎦金虎頭形，虎口吞刃，乃白金鑄就，鋒銳無比。其二是善於使用“鉤鐮槍”，又名“龍吟槍”、“龍吟鉤鐮槍”。
- 劉備死後，魏國在司馬懿的調度下分五路大軍伐蜀。諸葛亮知道羌人以馬超為「神威天將軍」，所以命馬超率軍對付羌兵，果然令羌兵不戰而退。
- 諸葛亮征討南蠻回國時，馬超已因病去世。

### 戲劇／電影
- 中國大陸中央電視台電視劇《三國演義》（1994年）：由安亞平飾演。
- 中國大陸電視劇《曹操》（1999年）：由李跃震飾演。
- 香港電影《三国志之见龙卸甲》（2008年）：由孟和乌力吉飾演。
- 台灣民視/八大電視劇《終極三國》（2009年）：由邵翔飾演。
- 中國大陸電視劇《三國》（2010年）：由陳奕霖飾演。
- 中國大陸電視劇《武神趙子龍》（2016年）：由张晓晨飾演。
- 中國大陸優酷網路劇《終極三國》（2017年）：由SpeXial-易恩飾演。

### 電玩遊戲
- 真三國無雙系列／無雙OROCHI系列（光榮公司開發，服卷浩司配音）
- 王者榮耀 定位為戰士／刺客
- 三国杀名将传 定位为暴力队肉盾
- 三国杀 具有界马超、神马超等多个形态，总体设计偏向进攻型武将。

### 動漫作品
- 三國志
- 三國演義
- 《橫山光輝三國志》（橫山光輝）
- 《蒼天航路》（王欣太）
- 《火鳳燎原》（陳某）